# Ruy de Oliveira
Ruy Tadeu Aquino de Oliveira (, 1 de fevereiro de 1953) é um nadador brasileiro, que participou de uma edição dos Jogos Olímpicos pelo Brasil.

## Trajetória esportiva
Nos Jogos Pan-Americanos de 1971 em Cali, ganhou duas medalhas de bronze nos revezamentos 4x100 metros livre e 4x200 metros livre, em ambos quebrando o recorde sul-americano; também terminou em sétimo lugar nos 100 metros livre.
Nas Olimpíadas de 1972 em Munique terminou em quarto lugar no revezamento 4x100 metros livre, quebrando o recorde sul-americano em seis segundos e meio; também nadou os 100 metros livre, os 200 metros livre e os 4x200 metros livre, não chegando à final das provas.
Participou do Campeonato Mundial de Esportes Aquáticos de 1973 em Belgrado, o primeiro mundial de natação, onde terminou em quinto lugar no revezamento dos 4x100 metros livre, junto com José Aranha, José Namorado e James Huxley Adams, além de acabar em oitavo lugar nos 100 metros livre. Além disso, também nadou com o mesmo time o revezamento 4x200 metros livre, terminando em 11º lugar.
Esteve no Campeonato Mundial de Esportes Aquáticos de 1975 em Cali e, no revezamento 4x100 metros medley, terminou em nono lugar, com o tempo de 4m01s99, junto com Rômulo Arantes, Heliani dos Santos e Sérgio Pinto Ribeiro. Nos 100 metros livre, terminou em décimo lugar, com o tempo de 53s93.
Ruy de Oliveira foi o recordista sul-americano dos 100 metros livre entre 1972 e 1980.